# Santuario de la Virgen del Brezo
El Santuario de la Virgen del Brezo es un santuario católico mariano situado en la localidad de Villafría de la Peña del municipio de Santibáñez de la Peña, en Palencia (España), donde se venera a la Virgen del Brezo, patrona de la Montaña Palentina y que según la leyenda se habría aparecido en 1478.
Está localizado a 1450 m s. n. m. en plena Sierra del Brezo, en el Parque natural de la Montaña Palentina, un área protegida de un gran interés ecológico. El área debe su nombre a la abundancia de brezos en las laderas de sus montañas. El 21 de septiembre se celebra en el santuario una romería que está considerada la más importante de la comarca.

## Historia
Según la leyenda, la aparición mariana se produjo en 1478, cuando una imagen de la Virgen María se apareció a dos pastores extremeños y les encomendó la misión de localizar un lugar en las montañas de Liébana donde habría una imagen de la Virgen olvidada y oculta entre la espesura en un paraje llamado la Fuente del Brezo. Cuando los pastores llegaron al lugar, encontraron una ermita en ruinas, y una nueva aparición les reveló que aquel era el lugar donde se debía levantar un templo para que los lugareños venerasen su imagen.
Desde 1535 existe constancia escrita de peregrinaciones al lugar. En 1607, a través de una bula papal, Paulo V autoriza la fundación de la Cofradía del Brezo.
En el monasterio existió una congregación de monjes, que con motivo de la desamortización española fueron abandonando el santuario, manteniéndose aproximadamente hasta 1835. La virgen del Brezo fue coronada en 1961 por el Obispo de Palencia José Souto Vizoso, con bula del papa Juan XXIII.
La romería del Brezo, considerada la más importante de la comarca, se celebra anualmente el 21 de septiembre, festividad de San Mateo.

## Arquitectura
La ermita de la que habla la leyenda fue posiblemente edificada entre 1240 y 1250, fundada por el rey Alfonso X el sabio. Debía ser un pequeño edificio de mampostería que se encontraba en ruinas en el momento de la aparición. Villafría y el Brezo eran propiedad del monasterio de San Román de Entrepeñas desde 1225, por donación del rey.
El complejo moderno consta de tres edificaciones: el templo, la capilla de las confesiones y la hospedería. Es una construcción del siglo XVIII de estilo neoclásico en piedra de sillería. El templo está compuesto por una sola nave, con cúpula en el presbiterio. En su interior se halla la imagen de la virgen, una talla románica del siglo XIII.

## Accesos
La carretera que asciende al santuario parte de la CL-626 que une Guardo con Cervera de Pisuerga, bordeando la Sierra del Brezo. A la altura de Aviñante, se toma un desvío donde comienza la carretera, denominada PP-2247, y que tras 3,9 km de carretera en ascenso llega hasta el Brezo. La altitud a que se encuentra es de 1450 m s. n. m., y el desnivel desde el cruce de Aviñante de 290 m, con un porcentaje medio del 6,8%.
La ruta es muy frecuentada por ciclistas, y es un final de etapa clásico en la Vuelta a Palencia.